# 川村孝
川村 孝（かわむら たかし、1954年 - ）は、日本の医師（内科学・疫学・産業医学）、京都大学名誉教授、産業医・労働衛生コンサルタント。
内閣府食品安全委員会専門委員。日本産業保健法学会副代表理事。日本産業衛生学会指導医。
元日本内科学会認定内科医、元日本循環器学会認定循環器専門医、元日本スポーツ協会公認スポーツドクター。
うがいの有効性を世界で初めてランダム化試験で証明した。働き盛りの突然死が4月、土日、深夜に多いことも明らかにした。

## 来歴
岐阜県生まれ。1980年名古屋大学医学部卒業。名古屋大学医学部助教授を経て、1999年に京都大学保健管理センター教授となり、教育・研究、学校医・産業医業務、総合診療を行う。
2020年に京都大学を退官し、名誉教授となる。同年4月より、株式会社ヘルステック研究所医学顧問に就任。現在はフリーランスの産業医として活動する傍ら、臨床研究の指導、公的活動、医学的知見の情報発信を行う。

## 著書
1. 川村孝『職場のメンタルヘルス・マネジメント』ちくま新書　2023年3月
2. 川村孝『臨床研究の教科書　第2版』医学書院　2020年5月
3. 川村孝『エビデンスをつくる　陥りやすい臨床研究のピットフォール』医学書院　2003年10月